# 11317 Hitoshi
11317 Hitoshi este un asteroid din centura principală de asteroizi.

## Descriere
11317 Hitoshi este un asteroid din centura principală de asteroizi. A fost descoperit pe 10 octombrie 1994 la Kitt Peak National Observatory în cadrul proiectului Spacewatch. Asteroidul prezintă o orbită caracterizată de o semiaxă mare de 3,16 ua, o excentricitate de 0,19 și o înclinație de 0,8° în raport cu ecliptica.